# شیخ‌لی (آق‌داش)
شیخ‌لی (به لاتین: Şıxlı) یک منطقه مسکونی در جمهوری آذربایجان است که در شهرستان آق‌داش واقع شده است. شیخ‌لی ۶۶۹ نفر جمعیت دارد.